# Мірей (фільм, 1906)
«Мірей» (фр. Mireille) — французька короткометражка режисера Аліс Гі 1906 року.

## У ролях
- Аліс Гі
- Мачаквіто  — камео
- Івонн Серанд